# Иванов, Леонид Александрович (Герой Социалистического Труда)
Леонид Александрович Иванов (25 июня 1925, Русское Васильково, Тверская область — 25 января 2009, Рыбинск, Ярославская область) — советский рабочий, изобретатель, Герой Социалистического Труда.

## Биография
Родился в 1925 году в Тверской области. Член КПСС.
С 1943 года — военнослужащий Красной Армии в авиационной части на ремонте самолётов. В 1950—1986 гг. — мастер перемотки электромоторов и трансформаторов, слесарь Рыбинского электротехнического завода Министерства электронной промышленности СССР.
Указом Президиума Верховного Совета СССР от 26 апреля 1971 года за выдающиеся заслуги в выполнении пятилетнего плана, создании новой техники и развитии электронной промышленности присвоено звание Героя Социалистического Труда с вручением ордена Ленина и золотой медали «Серп и Молот».
Изобретатель станка намотки тороидов Иванова.
Делегат XXV съезда КПСС.
Почётный гражданин города Рыбинска.
Умер в Рыбинске 25 января 2009 года.